# Liste der Baudenkmäler in Rüdenau
Auf dieser Seite sind die Baudenkmäler in der unterfränkischen Gemeinde Rüdenau zusammengestellt. Diese Tabelle ist eine Teilliste der Liste der Baudenkmäler in Bayern. Grundlage ist die Bayerische Denkmalliste, die auf Basis des Bayerischen Denkmalschutzgesetzes vom 1. Oktober 1973 erstmals erstellt wurde und seither durch das Bayerische Landesamt für Denkmalpflege geführt wird. Die folgenden Angaben ersetzen nicht die rechtsverbindliche Auskunft der Denkmalschutzbehörde.
 Diese Liste gibt den Fortschreibungsstand vom 15. April 2020 wieder und enthält 7 Baudenkmäler.

## Baudenkmäler
| Lage                      | Objekt                              | Beschreibung | Akten-Nr.    | Bild           |
| ------------------------- | ----------------------------------- | --- | ------------ | -------------- |
| Hauptstraße (Standort)    | Denkmal                             | über Inschriftsockel Ädikulagehäuse mit geschweiftem Giebel und Kreuzbekrönung, eingestellte Steinskulptur der hl. Ottilia, Brunneneinfassung modern, Sandstein, bezeichnet 1908     | D-6-76-153-7 | Denkmal        |
| Hauptstraße 26 (Standort) | Wohnhaus                            | giebelständiges, zweigeschossiges Fachwerkhaus mit Satteldach, Erdgeschoss im 20. Jahrhundert massiv ersetzt, um 1700                                                                | D-6-76-153-1 | Wohnhaus       |
| Hauptstraße 37 (Standort) | Wohnhaus                            | giebelständiges, zweigeschossiges, unterkellertes Fachwerkhaus mit Satteldach, Erdgeschoss im 20. Jahrhundert massiv ersetzt, um 1700                                                | D-6-76-153-2 | Wohnhaus       |
| Hauptstraße 39 (Standort) | Katholische Pfarrkirche St. Ottilia | Chor 1711/12, Langhaus unter Verwendung mittelalterlicher Bauteile mit Dachreiter 1825; mit Ausstattung                                                                              | D-6-76-153-3 | weitere Bilder |
| Hauptstraße 41 (Standort) | Gasthaus                            | zweigeschossiges, unterkellertes Fachwerkhaus mit Satteldach in Ecklage, bezeichnet 1700                                                                                             | D-6-76-153-4 | Gasthaus       |
| Hauptstraße 42 (Standort) | Wohnhaus                            | eingeschossiges verputztes Fachwerkhaus mit Satteldach über hohem Kellergeschoss, Kellereingang bezeichnet 1580                                                                      | D-6-76-153-5 | Wohnhaus       |
| Lindenstraße 4 (Standort) | Wohnhaus                            | zweigeschossiger Satteldachbau mit massivem Erdgeschoss und Fachwerkobergeschoss, über älterem Keller unter dekorativer Verwendung älterer Bauteile des 17./18. Jahrhundert, um 1900 | D-6-76-153-6 | Wohnhaus       |